# Ricardo Morgado
Ricardo Jorge Morgado da Costa (ur. 13 maja 1987 w Lamego) – portugalski polityk, prawnik i samorządowiec, poseł do Parlamentu Europejskiego IX kadencji.

## Życiorys
Absolwent prawa na Uniwersytecie w Porto. Uzyskał magisterium z tej dziedziny na Portugalskim Uniwersytecie Katolickim. Pracował w gabinecie sekretarza stanu do spraw szkolnictwa wyższego (2011–2015), później do 2017 kierował rektoratem na Universidade Europeia. Został wykładowcą akademickim na tej uczelni oraz prawnikiem w portugalskim oddziale korporacji Laureate Education.
Działacz Partii Socjaldemokratycznej. Został przewodniczącym zgromadzenia miejskiego w rodzinnej miejscowości. W kwietniu 2024 objął zwolniony mandat w Parlamencie Europejskim IX kadencji, w którym dołączył do frakcji Europejskiej Partii Ludowej.